# Westerkerk (Amsterdam)
De Westerkerk in Amsterdam is een kerk aan de Prinsengracht 279-281, op de Westermarkt, aan de rand van de Jordaan. De oorspronkelijk Nederduits Gereformeerde en sinds 1816 Nederlands Hervormde Westerkerkgemeente maakt sinds 2004 deel uit van de Protestantse Kerk in Nederland.

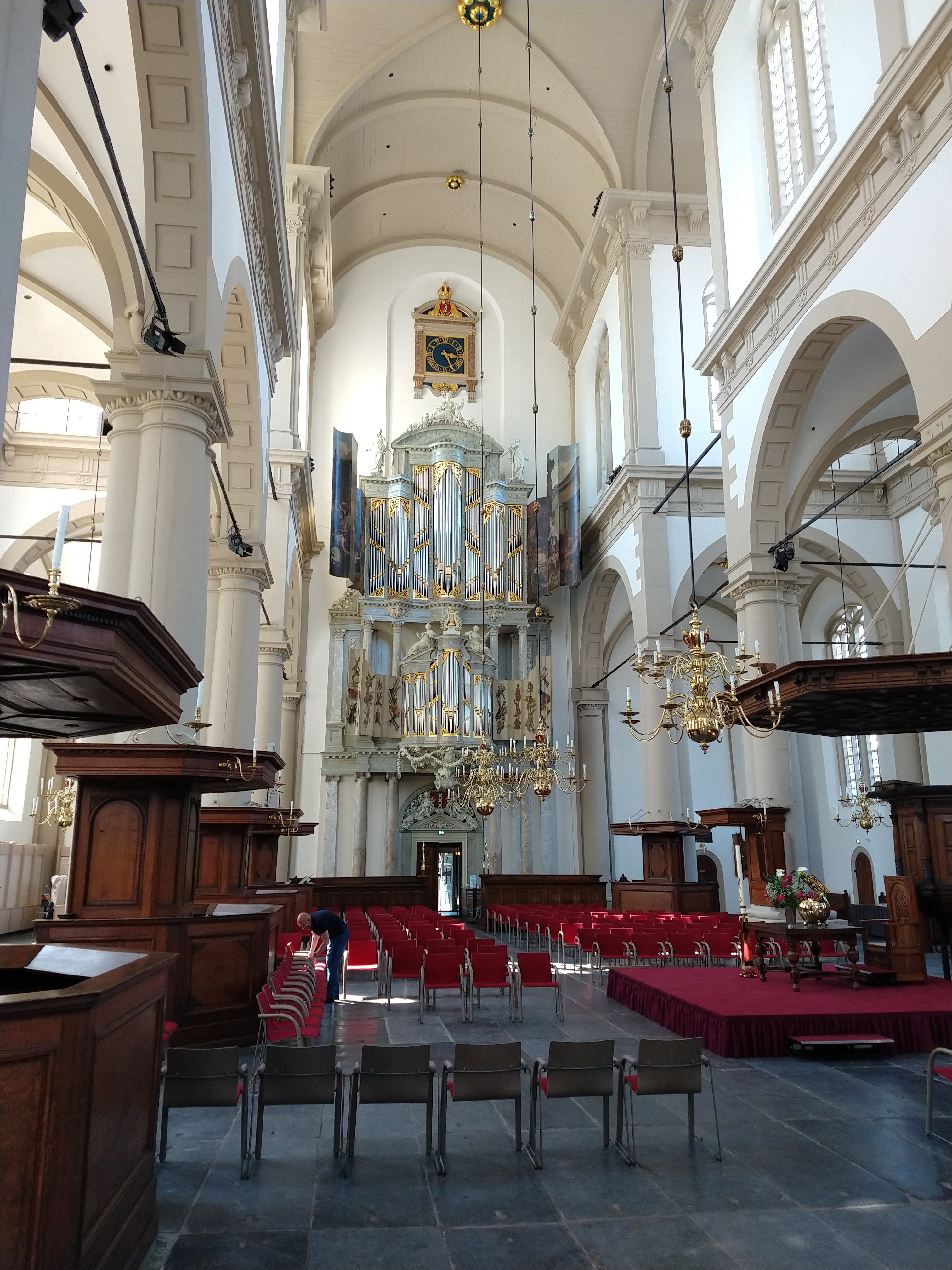
Het interieur met het hoofdorgel

## Architectuur
De Westerkerk is tussen 1620 en 1631 in renaissancestijl gebouwd naar ontwerpen van bouwmeester Hendrick de Keyser (1565-1621). Hij ligt begraven in de Zuiderkerk. De Westerkerk is onder leiding van zijn zoon Pieter de Keyser (1595-1676) voltooid en op 8 juni 1631 in gebruik genomen.
De kerk heeft een lengte van 58 meter en een breedte van 29 meter. Het hoge middenschip wordt geflankeerd door de beide lagere zijbeuken. De driebeukige basiliek heeft een rechthoekige plattegrond met twee transepten van gelijke afmetingen. Daardoor kreeg de plattegrond de vorm van twee met elkaar verbonden Griekse kruisen.

## Westertoren
De toren van de kerk: de Westertoren, staat aan de westzijde van het middenschip en vormt een geheel met de kerk. Het is de hoogste kerktoren van Amsterdam (± 87 meter). De bovenbouw met de keizerskroon is van 1637 en bevat naast uurslagklokken van Ahasverus Koster een carillon van Hemony. De romp van de toren is van baksteen met achter de galmgaten drie luidklokken, de bovenbouw bestaat uit drie, in grootte afnemende verdiepingen. Het eerste deel met jaartal en wapen van Amsterdam is van zandsteen. De lantaarns er boven zijn van hout met lood bekleed.

## Orgels
Het hoofdorgel, gebouwd door Roelof Barentszn Duyschot en Johannes Duyschot, werd in 1686 opgeleverd. In 1727 werd het orgel door Christian Vater, leerling van Arp Schnitger, uitgebreid met een derde klavier. Na vele wijzigingen in de 18e, 19e en 20e eeuw werd het orgel tussen 1989 en 1992 herbouwd door Flentrop Orgelbouw. Tijdens de interieurrestauratie van de kerk werd het orgel leeggemaakt en daarna weer schoon in de kas geplaatst in het voorjaar van 2020. Deze werkzaamheden werden eveneens uitgevoerd door Flentrop Orgelbouw. De inspeling vond plaats op internet (door de coronapandemie waren er geen samenkomsten) op 18 april 2020 door Evan Bogerd (titulair organist).  
De kerk beschikt tevens sinds 1963 over een koororgel, dat door D.A. Flentrop is gebouwd en in 2001 is gerestaureerd door Flentrop Zaandam. Het orgel werd hierbij vernoemd naar ds H.A. Visser. Joop van Litsenburg herintoneerde het instrument. In 2017 had het instrument groot onderhoud door Flentrop Orgelbouw Zaandam.

## Koninklijk huwelijk
Op 10 maart 1966 vond in de Westerkerk het huwelijk plaats van prinses Beatrix met Claus von Amsberg. Het huwelijk werd in de Westerkerk voltrokken omdat de Nieuwe Kerk naast het Paleis op de Dam destijds werd gerestaureerd.

## Begraven in de Westerkerk
Onder anderen de volgende personen werden in de Westerkerk begraven:
- Nicolaes Pietersz. Berchem (1620-1683), schilder
- Jan Bicker (1591-1653), scheepsbouwer en koopman
- Joan Blaeu (1596-1673), drukker, uitgever en cartograaf
- Steven Blankaart (1650-1704), medicus, natuurkundige en entomoloog
- Samuel Blommaert (1583-1651), koopman
- Anthonie van Borssom (1631-1677), schilder en tekenaar
- Pieter de Carpentier (1586-1659), bewindhebber en gouverneur van de VOC
- Frederick Coyett (1615/1620-1687), Zweeds reiziger en laatste Nederlandse gouverneur van Taiwan
- Balthasar Coymans (1652-1686), koopman
- Govert Flinck (1615-1660), schilder
- Johann Rudolph Glauber (1604-1670), Duits apotheker en chemicus
- Agneta de Graeff van Polsbroek (1603-1656), schoonmoeder van raadpensionaris Johan de Witt
- Gillis Claesz. de Hondecoeter (ca. 1575-1638), schilder
- Melchior de Hondecoeter (1636-1695), schilder
- Isaac Tirion (ca. 1705-1765), uitgever, boekhandelaar
- Rembrandt van Rijn (1606/1607-1669), schilder (plaats van het graf onbekend; in 1906 werd een gedenkteken bij de noordelijke zijbeuk geplaatst)
- Titus van Rijn (1641-1668), zoon van Rembrandt
- Albertus Seba (1665-1736), apotheker en verzamelaar
- Ludolph Smids (1649-1720), arts, oudheidkundige en dichter
- Jacques Specx (1585-1652), grondlegger van de handel met Japan en Korea, en gouverneur-generaal van Nederlands-Indië
- Hendrickje Stoffels (1626-1663), dienstmeisje en latere minnares van Rembrandt
- Hendrick van Uylenburgh (ca. 1587-1661), kunsthandelaar

## Canon van Amsterdam
De Westerkerk is venster nummer 14 van de Canon van Amsterdam.

## Galerij

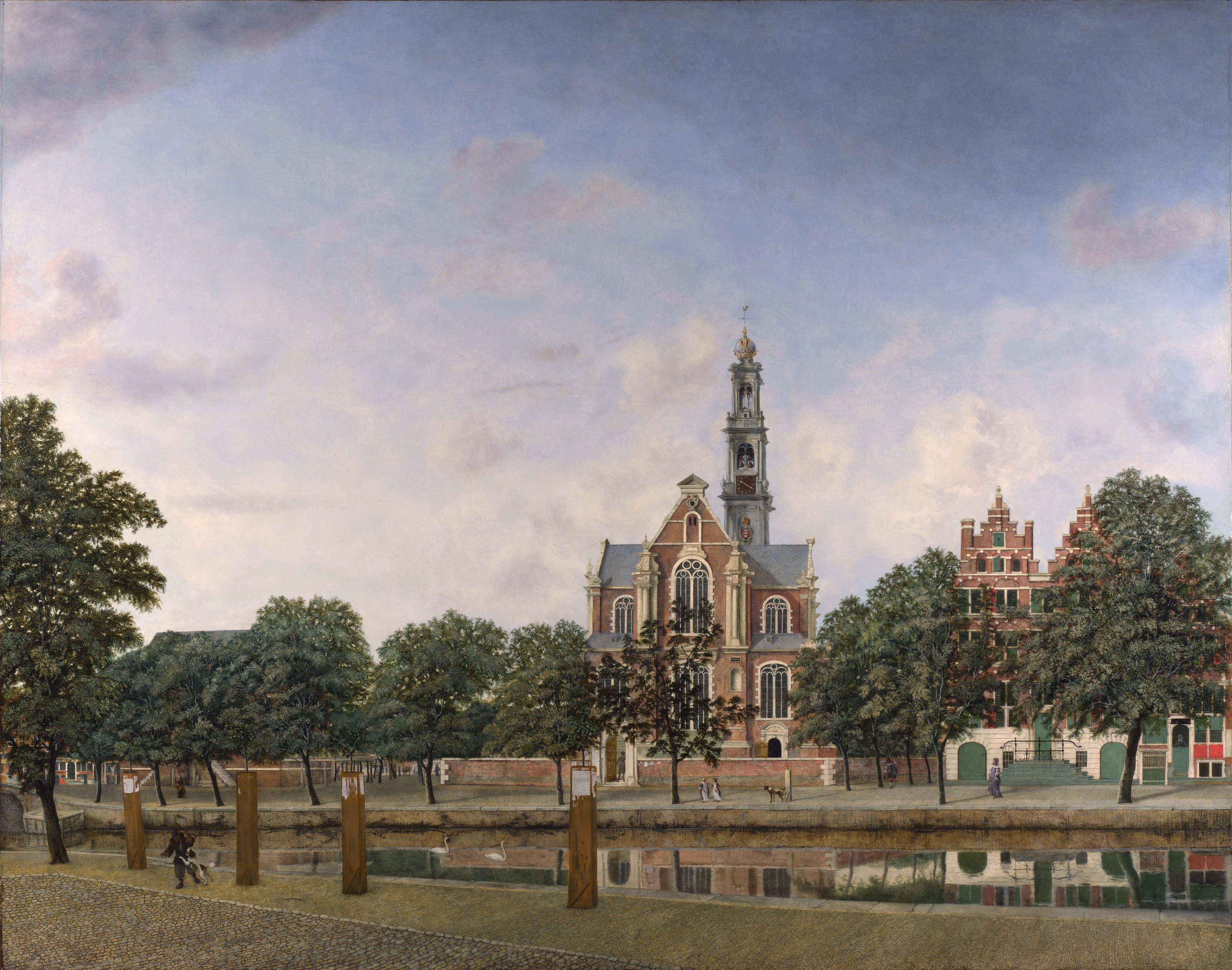
De Westerkerk in 1660.
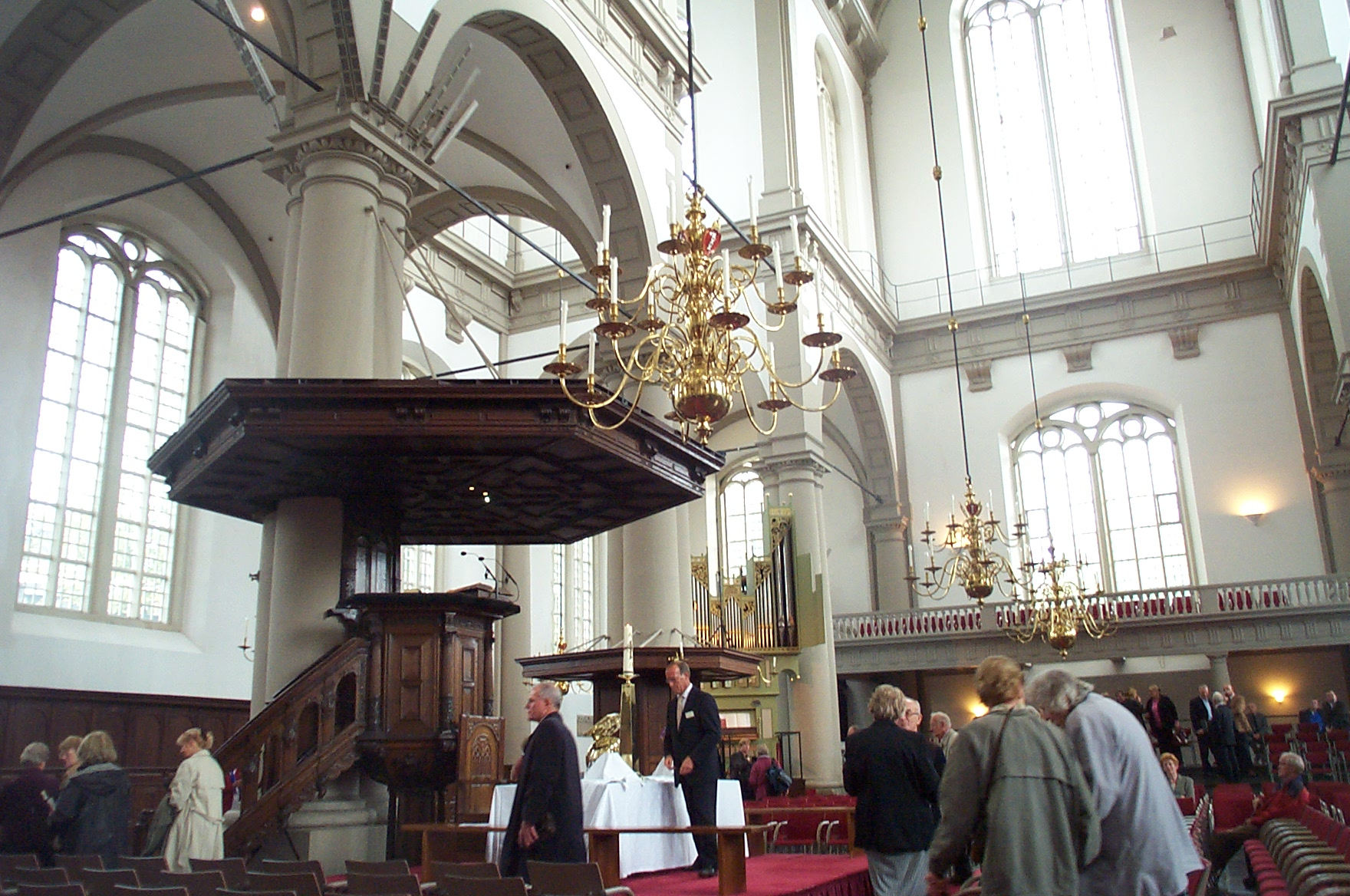
Interieur met preekstoel en gedekte avondmaalstafel. Koororgel op de achtergrond.
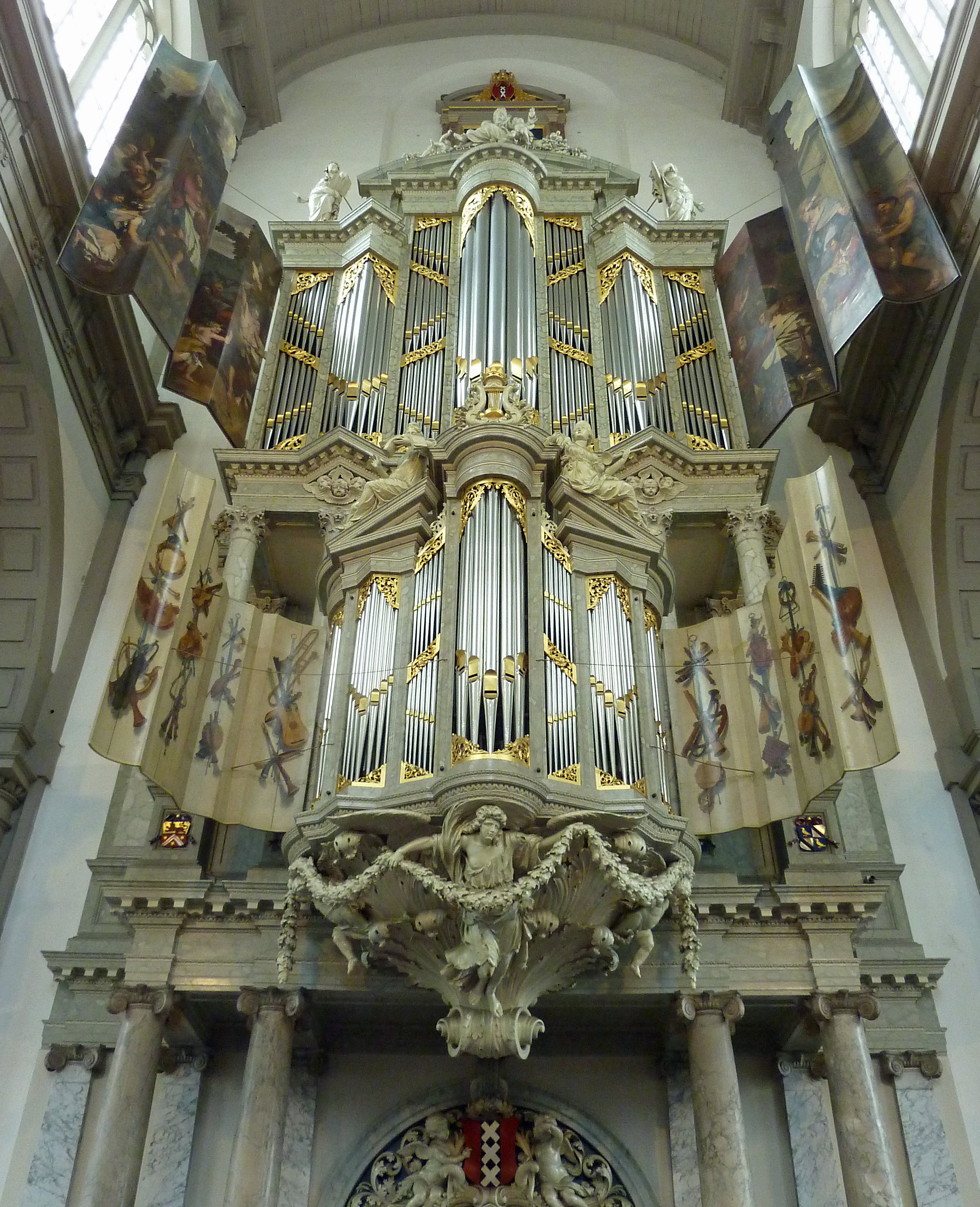
Duyschotorgel, het hoofdorgel van de Westerkerk.
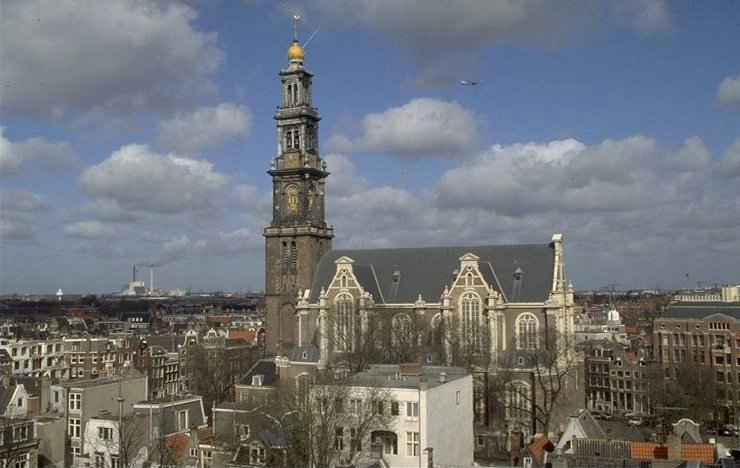
De Westerkerk torent hoog uit boven de omgeving. Foto: bmz.amsterdam.nl
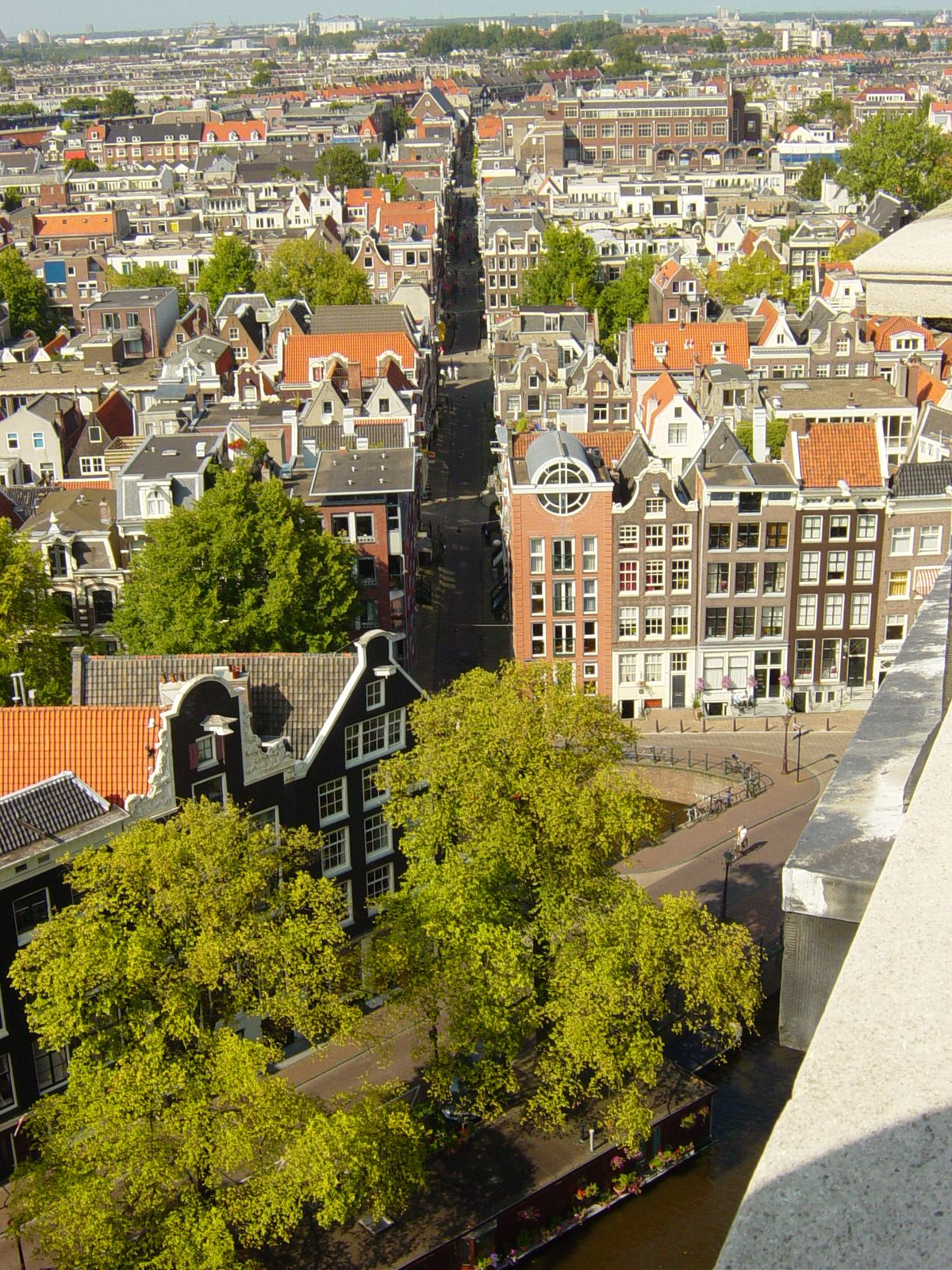
Uitzicht op de Jordaan vanaf de Westertoren.
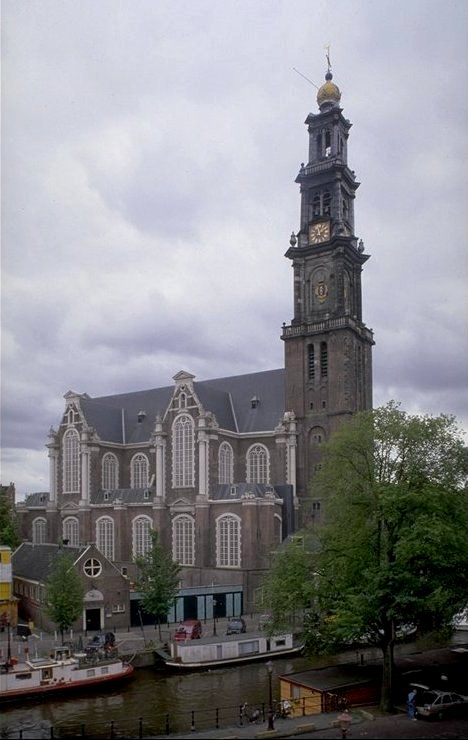
Westerkerk, zijde Prinsengracht. Foto: bmz.amsterdam.nl
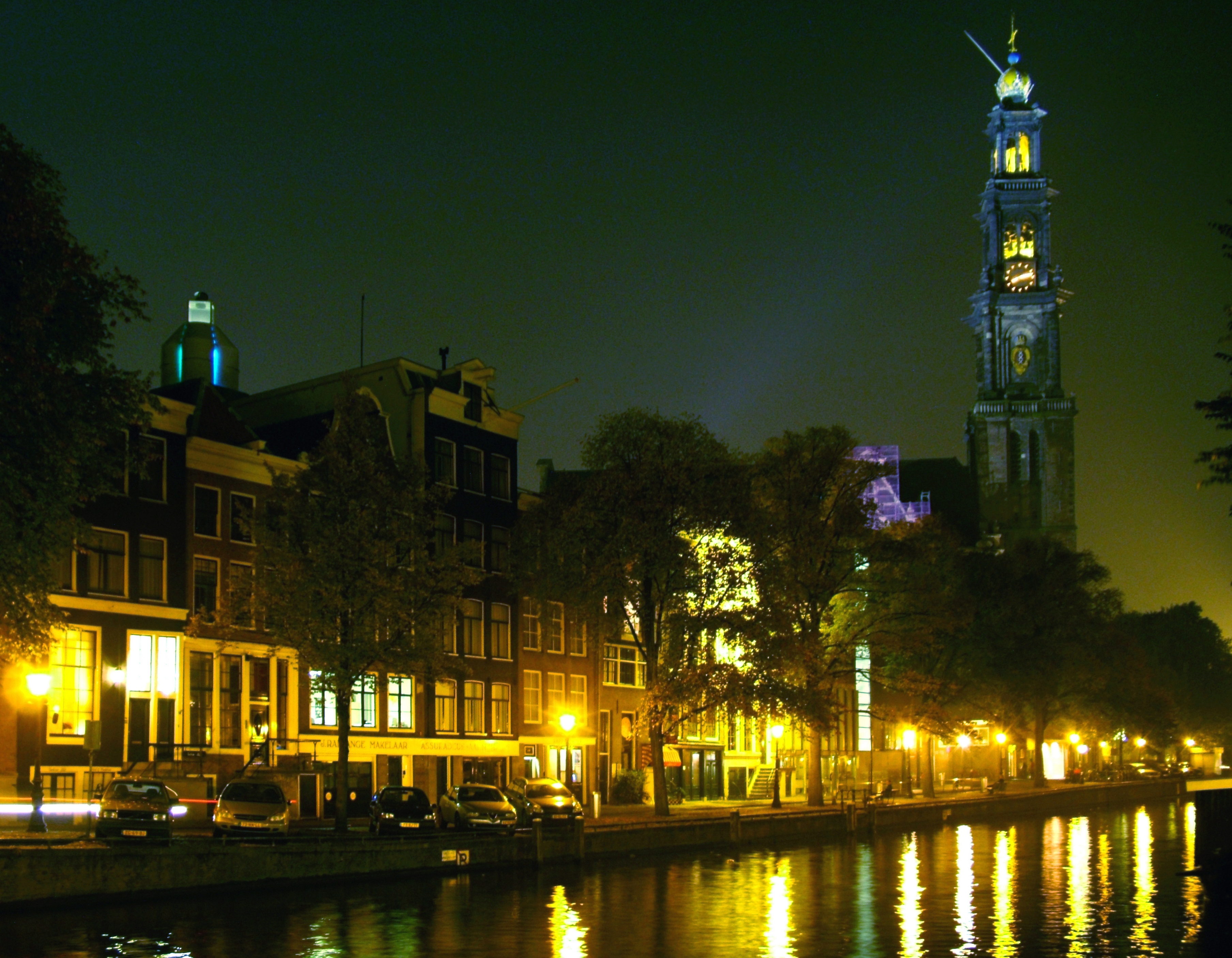
De Prinsengracht met zicht op de Westerkerk en Anne Frank Huis.
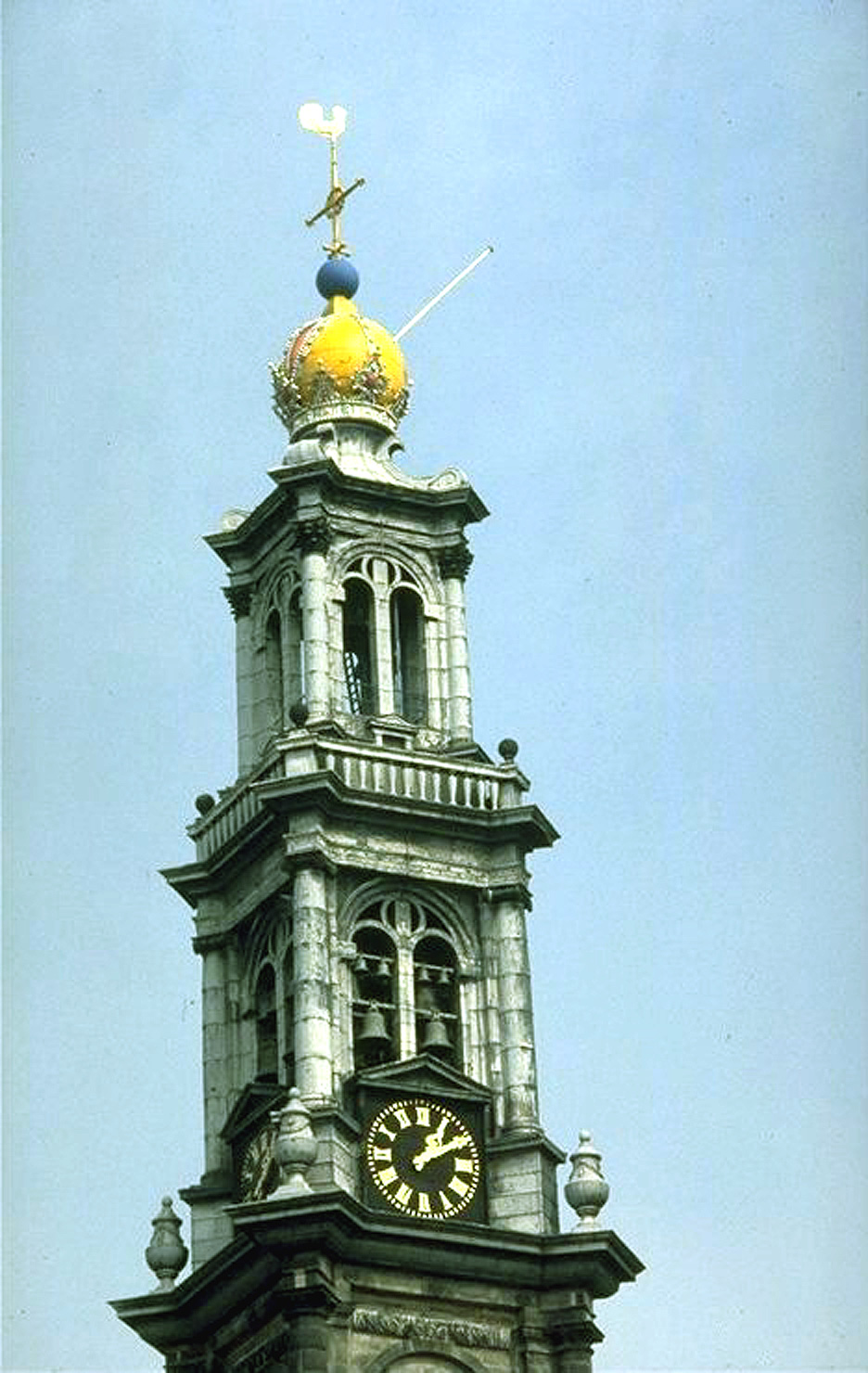
De Westertoren met de (nog gele) Keizerskroon. Foto: bmz.amsterdam.nl.
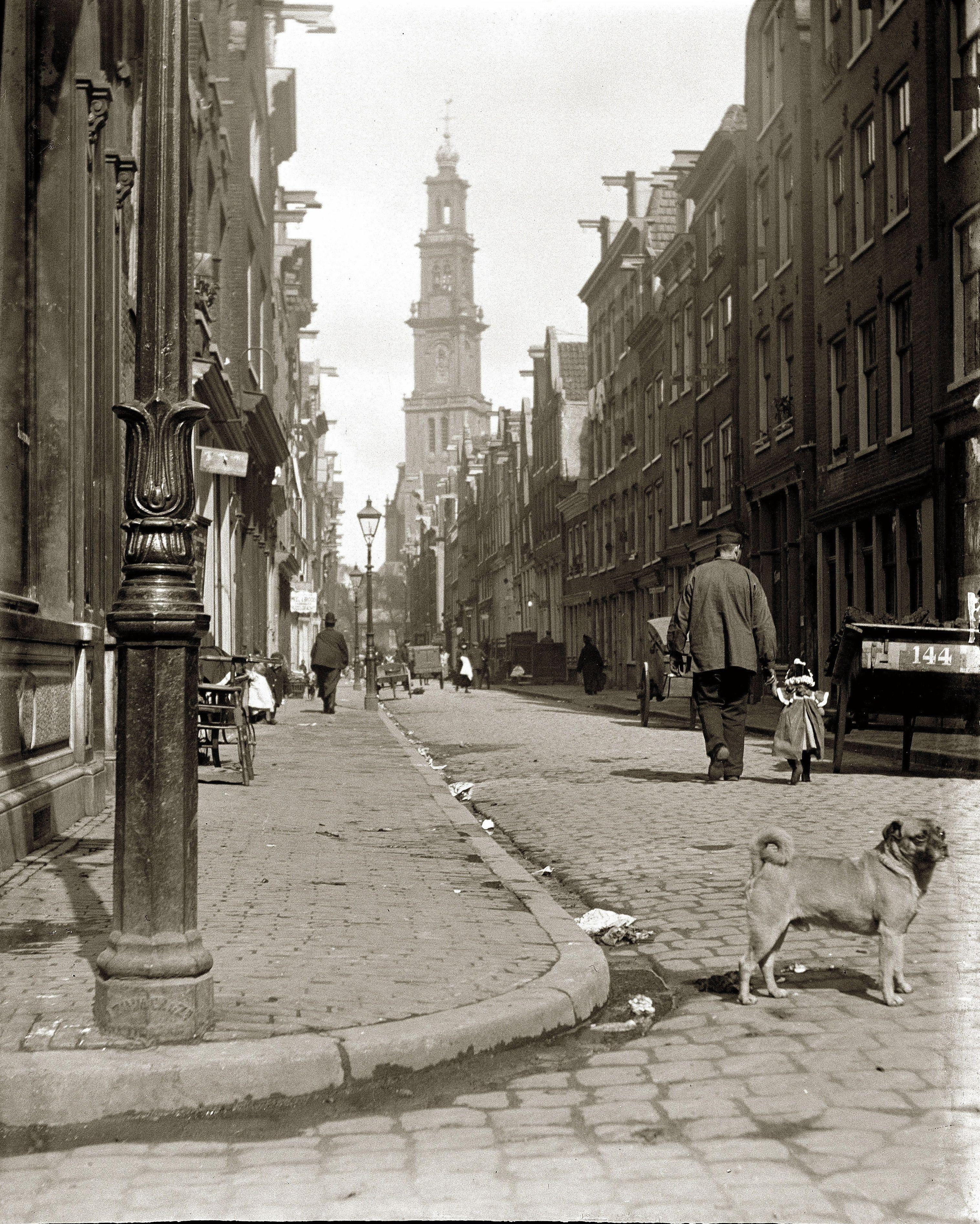
De Bloemstraat in de Jordaan in 1902, op de achtergrond de Westertoren, gefotografeerd door Jacob Olie. Foto: bmz.amsterdam.nl
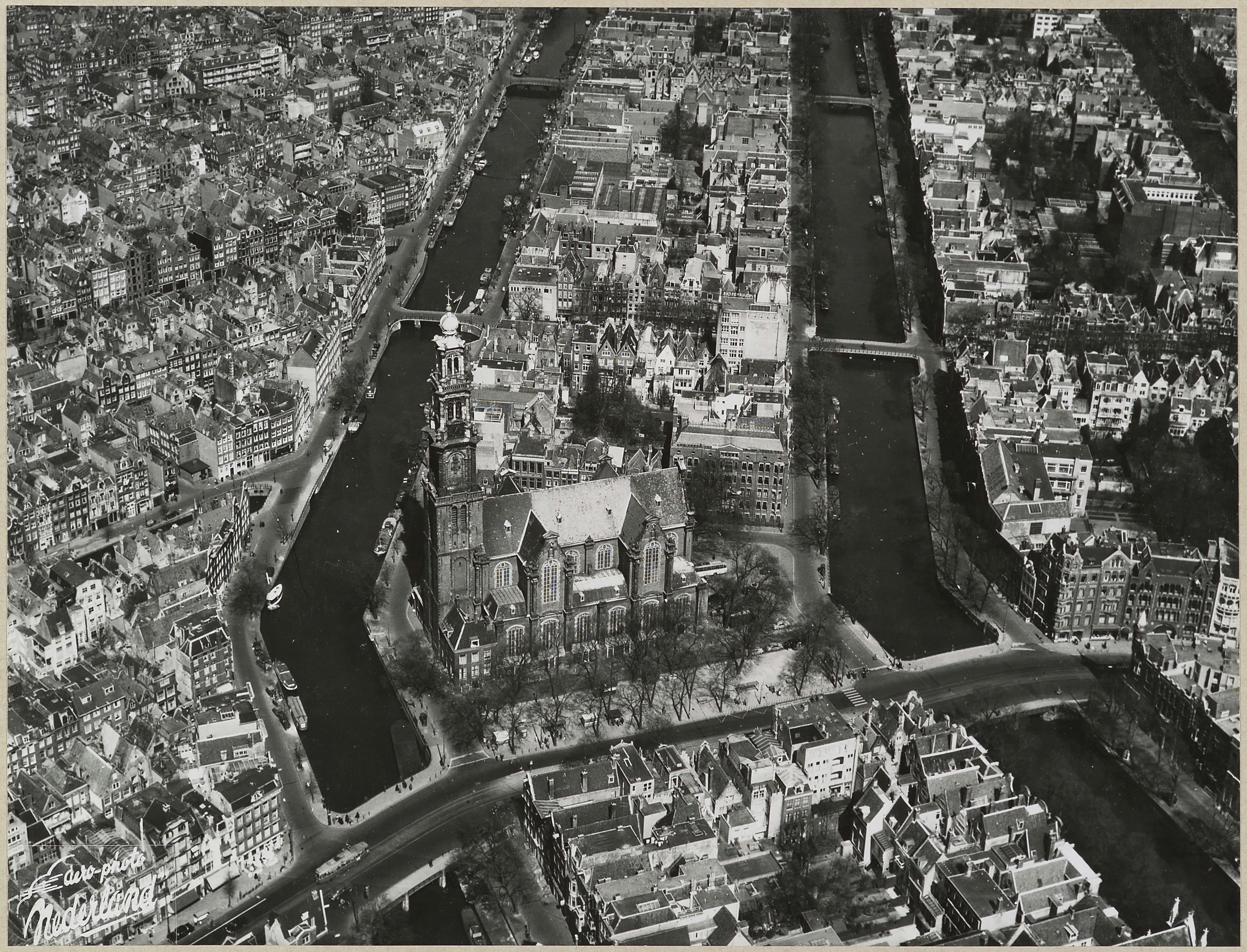
Luchtfoto kerk en omgeving

- Library of Congress Control Number: no2007094059
- MusicBrainz: 2959fb88-e9de-429b-b974-070b1d42a417
- Rijksmonument: 4298
- Virtual International Authority File: 155151471